# Daichi Inui
Daichi Inui (født 2. december 1989) er en japansk fodboldspiller, som spiller for den japanske fodboldklub Yokohama FC.